# Diriá
Diriá es un municipio del departamento de Granada en la República de Nicaragua. Junto a los municipios de Catarina, Masatepe, Nandasmo, Niquinohomo, San Juan de Oriente y Diriomo conforma la Ruta de la Meseta de los Pueblos.

## Toponimia
Diriá es un topónimo de origen mangue que significa  Lomas verdes. En la lengua náhuatl Diriá significa Valle en lo alto.

## Geografía
El término municipal limita al norte con el municipio de San Juan de Oriente y la Laguna de Apoyo, al sur con el municipio de Nandaime, al este con los municipios de Diriomo y Granada y al oeste con los municipios de Niquinohomo y La Paz de Oriente. La cabecera municipal está ubicada a 64 kilómetros de la capital de Managua.
El territorio municipal se considera estrictamente quebrado e irregular, posee algunas serranías como el cerro de la Flor, cerro de las Ardillas y el cerro Las Piedras; se sitúa en la parte norte de arriba de la Laguna de Apoyo, que da origen a tres pequeñas vertientes u ojos de agua como el Río Limón, Chiquita y Las Pilas.

## Historia
Poblada por indios Chorotega, Diriá es una de las tantas comunidades indígenas que ya existían antes de la época de la conquista española de Nicaragua. El sacerdote Fray Francisco de Bobadilla visitó y describió el lugar en 1528. En el primer censo del país en 1548, Diriá tenía 1,346 habitantes.
Su nombre significa en lengua mangue "Colina o Altura", el cual corresponde a la ubicación geográfica de sus primeros pobladores ubicados en las inmediaciones de la Laguna de Apoyo.

## Demografía
Diriá tiene una población actual de 7,280 habitantes. De la población total, el 51% son hombres y el 49% son mujeres. Casi el 62.3% de la población vive en la zona urbana.

## Naturaleza y clima

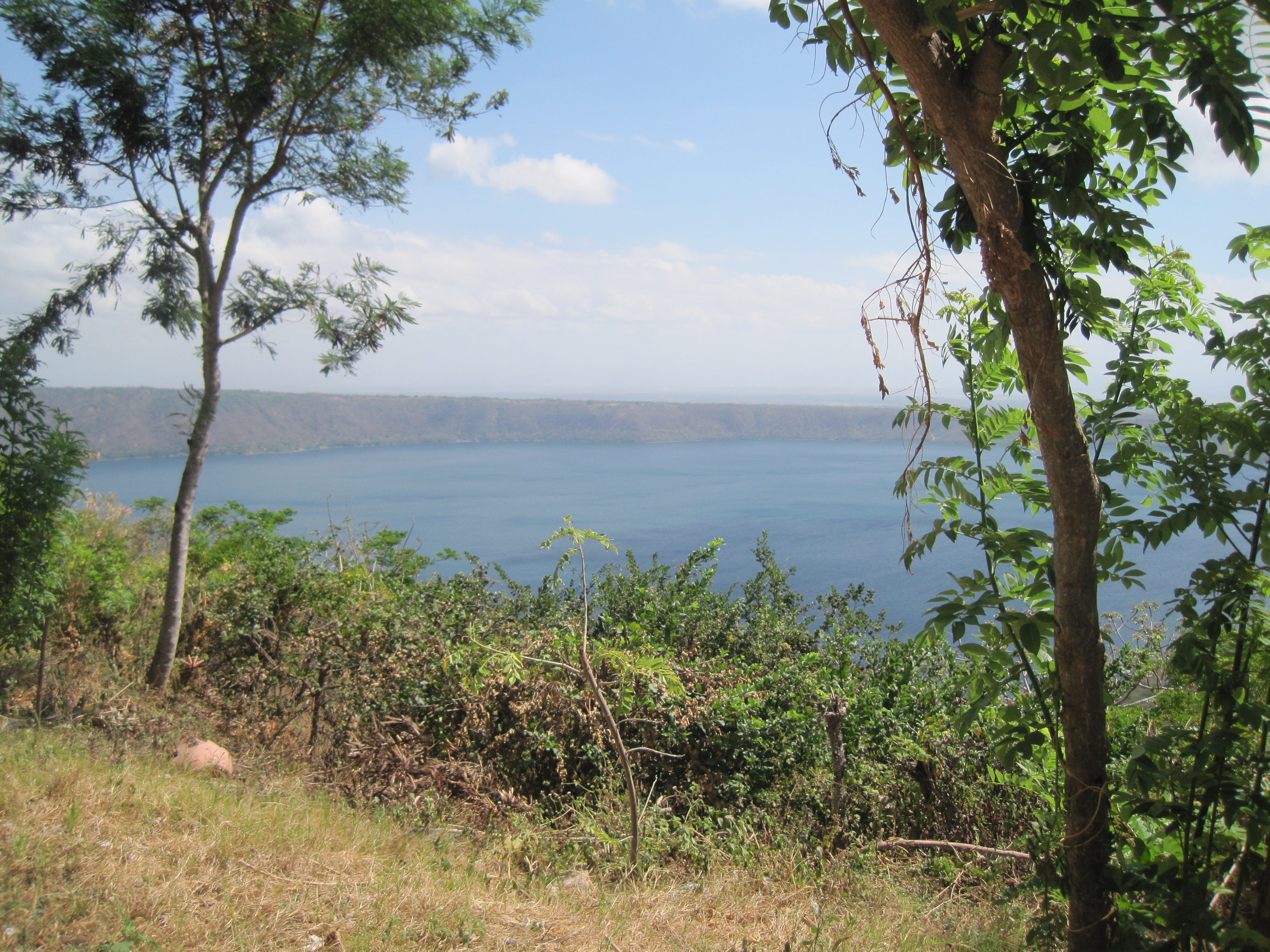
Laguna de Apoyo desde el Mirador de Diriá

Diria está ubicada en el lado sur de la Laguna de Apoyo, de la cual se tiene una hermosa vista desde el Mirador de Diria. Desde allí, un camino estrecho y sinuoso baja hasta la playa.
El municipio tiene un clima tropical de sabana, con precipitaciones que oscilan entre los 1200 y 1400 mm, caracterizándose por una buena distribución durante todo el año, su temperatura media alcanza los 27 °C, lo que define al clima como semi-húmedo.

## Localidades

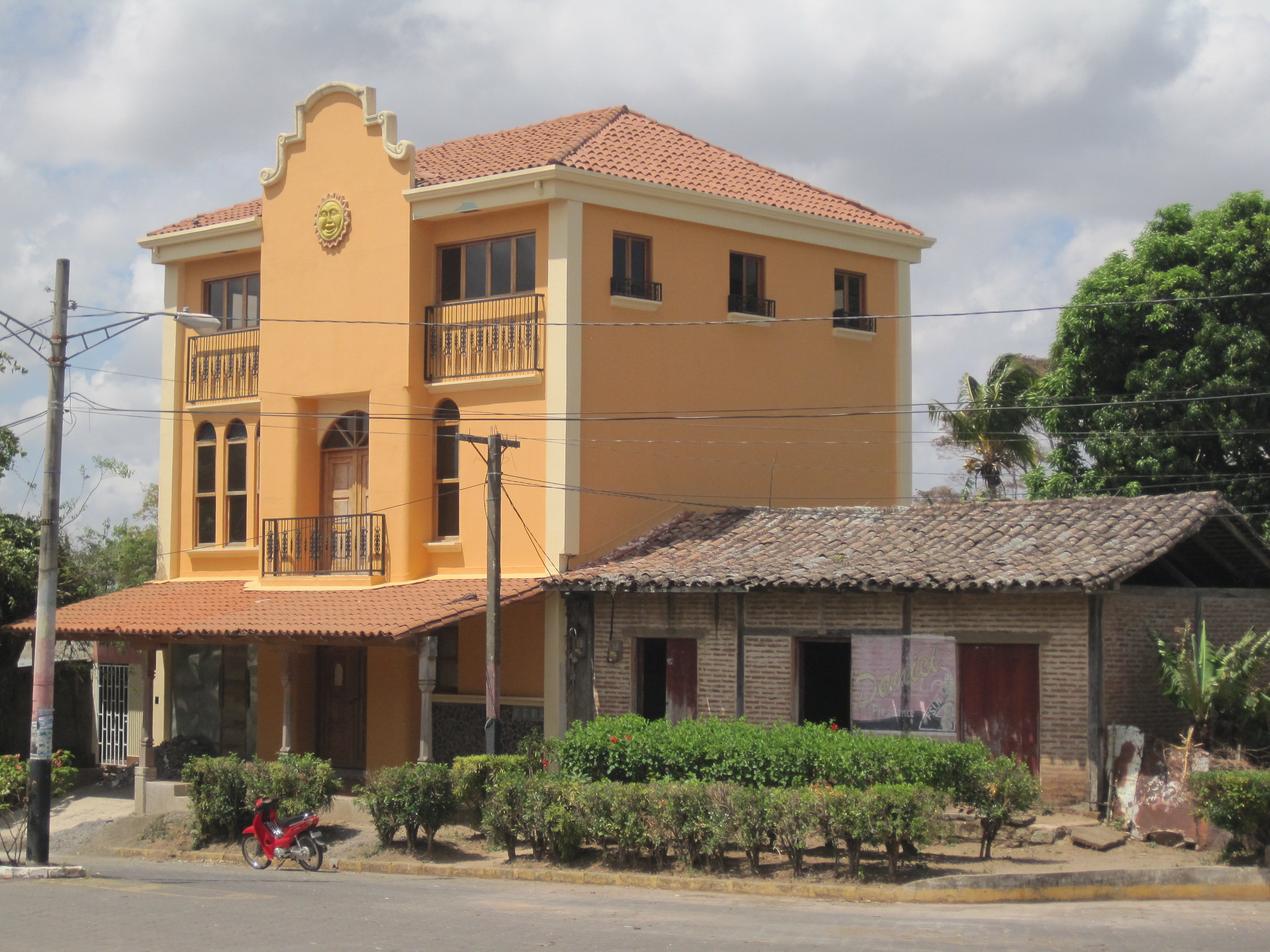
Casas en la zona urbana

El sector urbano está dividido en cinco barrios, mientras que en el sector rural existen siete comarcas. Los barrios urbanos son Mario Narváez (1 083 habitantes, 2005), Ricardo Rivera (1 223), Pedro Aráuz Palacios (702), Luíz Francisco Rivera (439) y 17 de Julio (132). La comarca Santa Elena (215) esta situato entre la zona urbana y Laguna de Apoyo. Los otros seis comarcas están al sur del municipio: La Zopilota (379), Palo Quemado (162), Los Jirones (655), El Arroyo (685), Playa Verdes (544) y San Diego (156).

## Economía
Se basa principalmente en los cultivos de arroz, frijoles, café y maíz.

## Religión

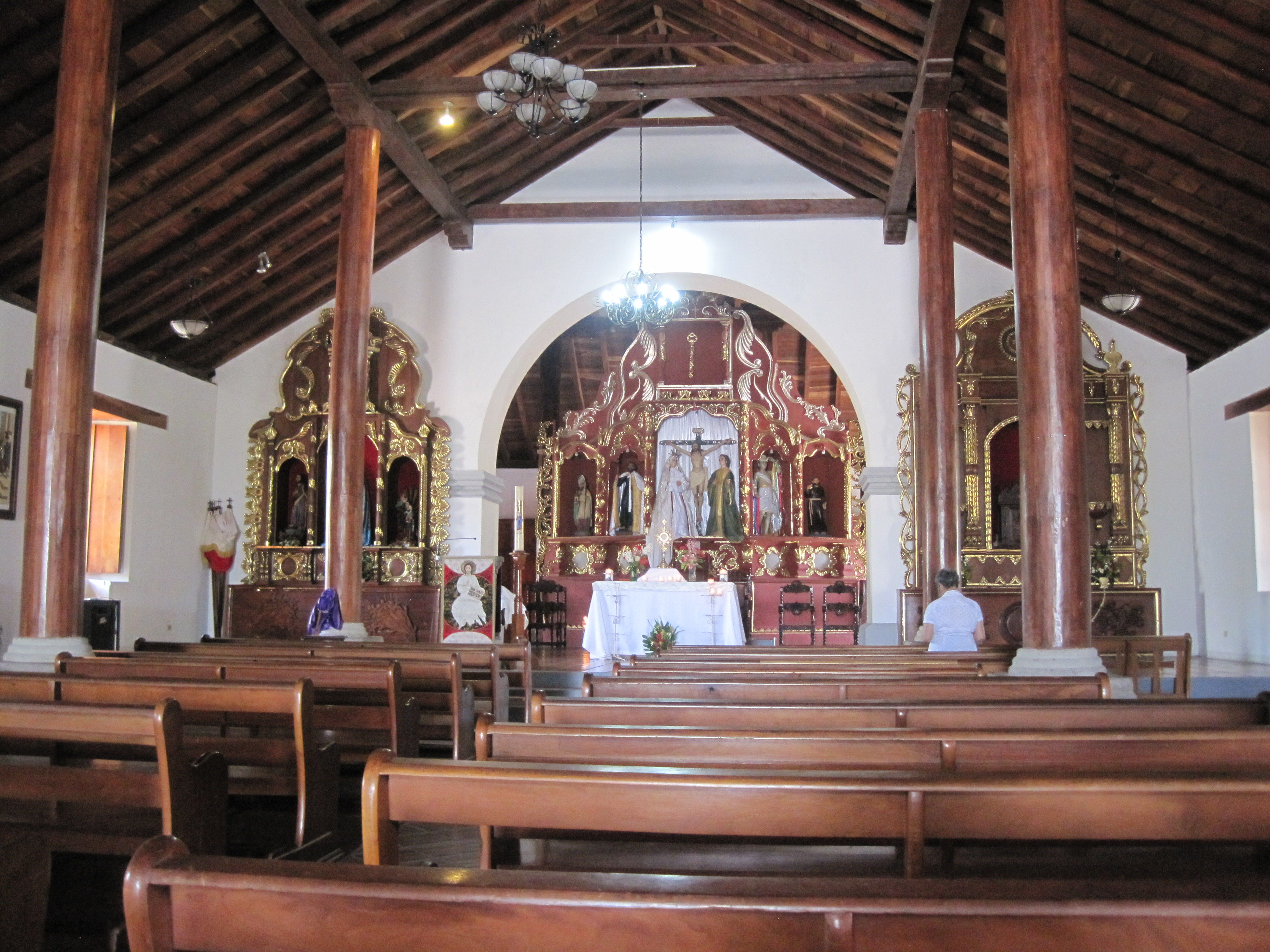
Iglesia

Diriá tiene una iglesia pequeña. Las fiestas patronales son celebradas en honor al Santo Patrón Pedro Apóstol del 18 de junio al último de julio, fiesta en honor a San Sebastián del 19 al 21 de enero y la fiesta en honor a la Virgen de los Desamparados los días 12 y 13 de mayo.